# Gåsmyrevreten

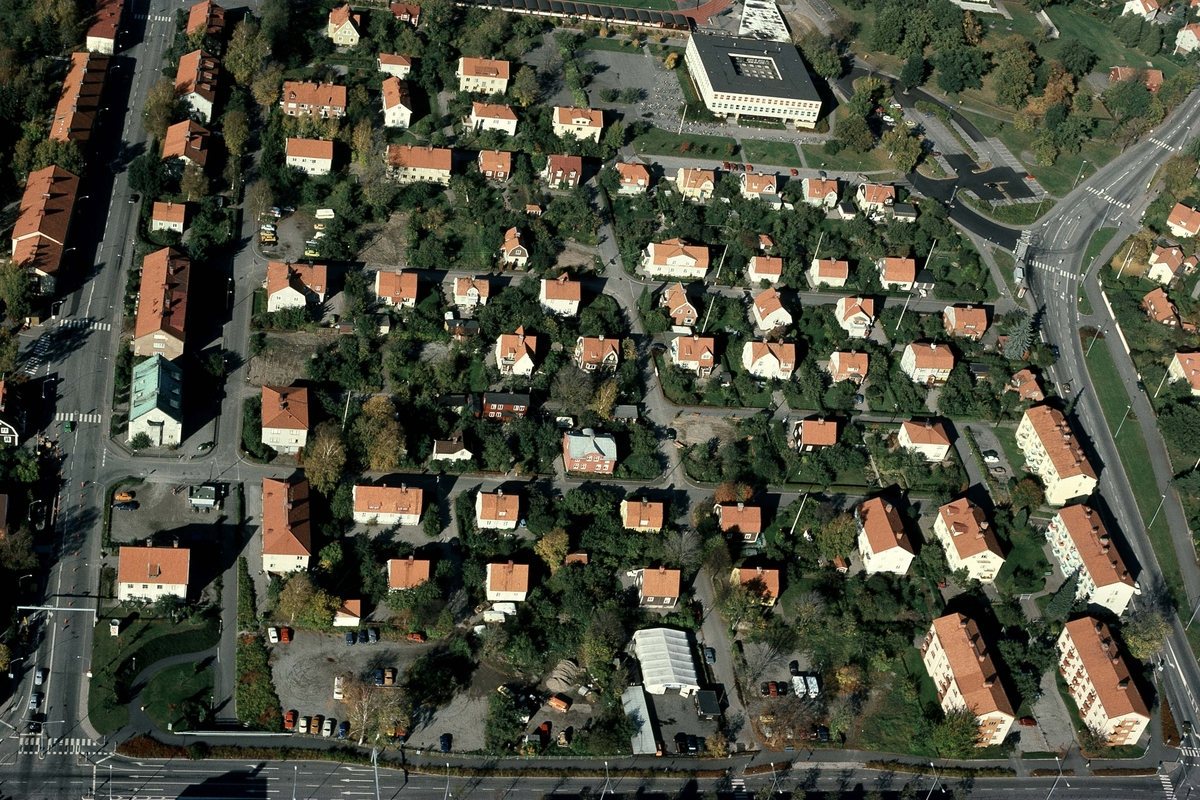
Flygfoto av Gåsmyrevreten 1981.

Gåsmyrevreten är en  stadsdel i det administrativa bostadsområdet Kristiansborg-Karlsdal i Västerås. Området består av Campus Västerås och ett bostadsområde nära Västerås centrum.
Gåsmyrevreten innehåller Mälardalens universitet med huvudcampus i Västerås och Eskilstuna. I Gåsmyrevreten finns också hyreshus längs med Kristiansborgsallén. 
Området avgränsas av Solbergagatan, Ryttersborgsgatan, Kristiansborgsallén, Norra Ringvägen och Vasagatan.
Området gränsar i norr och öst till Kristiansborg, i söder till Herrgärdet, och i väst till Blåsbo.
Gåsmyrevreten var tidigare bebyggd med villor och mindre flerfamiljshus, som revs på 1990-talet för att ge plats åt nya lokaler för Mälardalens högskola.